# زمین‌لرزه ۱۹۳۶ اندونزی
زمین‌لرزه اندونزی  در تاریخ ۲۳ اوت ۱۹۳۶ میلادی، برابر با ‎۱ شهریور ۱۳۱۵، ساعت ۲۱:۱۲:۱۳ به زمان یوتی‌سی در اندونزی رخ داد. ژرفای این زلزله ۳۵ کیلومتر بود. بزرگی آن ۷٫۱ در مقیاس Ms اعلام شده‌است. زمین‌لرزه به وقت محلی در روز دوشنبه، ساعت ۴ روی داده و منطقه زمانی آن یوتی‌سی +۷ بوده‌است .
سازمان زمین‌شناسی آمریکا نیز جای این زمین‌لرزه را در مختصات ۶°۰۶′شمالی ۹۴°۴۲′شرقی / ۶٫۱°شمالی ۹۴٫۷°شرقی و بزرگی آنرا برابر با ۷٫۳ در مقیاس ریشتر اعلام کرده‌است. 
تعداد زخمیان ۲۰ نفر برآورده شده‌است.سونامی نیز در این زلزله گزارش شده‌است.